# Тёмное метро
«Тёмное метро» (англ. Dark Metro) — американский комикс, стилизованный под мангу, нарисованный художником Ёсикэном по сценарию Токио Колен. Вышел в издательстве TOKYOPOP. Всего было опубликовано три выпуска. В России появилась в 2008 году в переводе издательства «Комикс-Арт» и впоследствии «Эксмо».

## Сюжет
Комикс состоит из пяти историй, объединённых одним героем — молодым человеком по имени Сейя, который спасает людей от призраков. «Тёмное метро» выполнена в жанре ужасы.

## Критика
Рецензент журнала «Мир фантастики» назвал мангу «банальной» и особо отметил, что кроме формы, у содержания нет значимого колорита: «действие можно перенести в Москву или Нью-Йорк, поменяв разве что имена персонажей, и разницы никто не заметит». Однако её заокеанские коллеги с портала IGN оказались более благосклонными к манге, отмечая, что она может развлечь любителей ужасов и то, что сборник получился примером удачных коротких жанровых историй. На сайте MyAnimeList данная манга имеет рейтинг 7 баллов (из 10), на основании более 1 тыс. пользовательских оценок.